# Simply-Land
Simply-Land est un jeu vidéo éducatif par navigateur développé et édité par la société française Pinpin Team depuis 2008. Il s'agit d'un univers virtuel participatif destiné aux enfants de 5 à 11 ans. Il mélange le jeu de plateforme, à des mini jeux aux gameplay variés et des activités créatives prenant place dans un archipel imaginaire coloré.
Sur Simply-Land, les enfants se créent un avatar évolutif et partent à la rencontre des 8 personnages imaginaires qui composent l'univers : les Simpliies.

## Simplies
Chaque Simpliies est le spécialiste d'une matière scolaire ou d'un thème éducatif. Les Simpliies invitent les enfants à découvrir et à participer aux jeux éducatifs.

## Jeux éducatifs
Il existe une cinquantaine de jeux éducatifs sur Simply-Land. Les jeux éducatifs reprennent les matières scolaires abordées en primaire.

## Concours de création
Les enfants participent à des concours de création en ligne. Ils sont amenés à faire des dessins, écrire des poèmes ou faire des montages graphiques en ligne puis à les publier. Les enfants votent alors les uns pour les autres.

## Amis
Les enfants peuvent se faire des amis virtuels sur Simply-Land ou retrouver leurs amis réels. Avec leurs amis, ils peuvent comparer leurs résultats ou s'envoyer des courts messages.

## Thèmes
Le site propose un thème. Environ 2 fois par mois, un nouveau thème correspondant à la période de l'année ou à un événement dans l'air du temps fait son apparition dans le site. Les vêtements des avatars dans les boutiques virtuelles, les éléments des maisons, les articles éducatifs sont alors en fonction du thème.

## Système d'économie virtuelle
Plus les enfants jouent, plus ils récoltent des cartes bonus. Plus les enfants votent pour les créations d'autre joueurs, plus ils gagnent des cartes bonus. Les enfants peuvent gagner des cartes bonus aléatoirement ou lorsqu'ils gagnent un concours. Avec ces cartes bonus ils peuvent s'acheter des vêtements virtuels ou des éléments pour construire leurs maisons virtuelles.

## Implication des parents
Les parents jouent un rôle important sur le site. Ils ont un compte qui leur est dédié ou ils peuvent suivre l'évolution de leurs enfants sur le site. Ils peuvent aussi paramétrer le niveau de sécurité en fonction de l'âge des enfants.

## Sécurité
Les échanges entre enfants et les publications sur le site sont modérés avant publication.

## Histoire
Le capitaine d'un navire de pêche se perd en mer et échoue sur Simply-Land. Il est accueilli par des personnages loufoques et attachants, les Simpliies, qui habitent chacun sur une des îles de Simply-Land. Le capitaine fédère les Simpliies en leur proposant d'édifier un phare géant pour guider les enfants du monde entier qui se perdent en mer. Malheureusement, c'est sans compter les crapoks, des petits personnages méchants qui ont pour projet de faire de Simply-Land un décharge géante.

## Distinctions
- En septembre 2009, Simply-Land a reçu le prix Milthon du meilleur jeu vidéo pour enfant au festival du jeu vidéo [1],[2].
- En janvier 2010, Simply-Land a reçu le prix Actukids du meilleur média jeunesse famille[3].

## Partenariat
- Bordas cautionne les contenus éducatifs du site.
- Le Fonds mondial pour la nature (WWF) cautionne les contenus écologiques du site.
- Les jeux Simply-Land sont disponibles dans le portail internet de la SNCF du LGV Est européenne.

## Créateurs
Simply-Land est développé et édité par le studio Pinpin Team. Simply-Land a été créé en 2008 et est sorti en septembre 2009 en version 1.
Les auteurs de Simply-Land sont : 
- scénario et bible des personnages : Géraud Paillard-Brunet et Martin Vernay ;
- illustration : Alexandre Imbert ;
- logiciel : Florian Brochard, Vincent Desmares et Guillaume Poignant.

## Sources
- Partenariat WWF
- Partenariat BORDAS

- Prix "Meilleur site/contenus français pour enfants 2011"
  - Safer Internet Program

- Parutions
  - le journal du net : 
  - ludovia : 
  - génération web :

- Autres mentions 
  - SNJV : 
  - La dictée